# Калитри
Калитри (итал. Calitri) — коммуна в Италии, располагается в регионе Кампания, в провинции Авеллино.
Население составляет 5603 человека (на 2004 г.), плотность населения составляет 58 чел./км². Занимает площадь 100 км². Почтовый индекс — 83045. Телефонный код — 0827.
Покровителем населённого пункта считается Канио из Ателлы (San Canio). Праздник ежегодно празднуется 25 мая.